# Суд у справі про збиття літака рейсу MH17
Судовий процес у справі про збиття літака рейсу MH17 — кримінальне провадження, що розглядалося в Окружному суді Гааги (Нідерланди) з 9 березня 2020 року по 17 листопада 2022 року. Суд розглядав обставини збиття пасажирського літака Boeing 777 авіакомпанії Малайзійські авіалінії, який виконував рейс англ. MH17 за маршрутом Амстердам — Куала-Лумпур і був збитий 17 липня 2014 року над територією тимчасово окупованих районів Донецької області України. Унаслідок катастрофи загинули всі 298 осіб на борту.
На момент події частина цієї території перебувала під фактичним контролем збройних формувань, що отримували матеріальну та військову підтримку з боку Російської Федерації. Суд встановив, що літак був збитий із ракетної установки «Бук», яка була доставлена з території РФ і належала її збройним силам. Ці обставини згодом були підтверджені низкою міжнародних судових рішень.
Кримінальне провадження здійснювалося за нідерландським законодавством і супроводжувалося розслідуванням Об'єднаної слідчої групи, до складу якої входили Нідерланди, Австралія, Бельгія, Малайзія та Україна. У 2022 році суд визнав трьох обвинувачених винними у збитті літака та вбивстві 298 осіб, засудивши їх заочно до довічного позбавлення волі.

## Передумови
Об'єднана слідча група (англ. Joint Investigation Team, JIT), до складу якої увійшли правоохоронні органи Нідерландів, України, Австралії, Бельгії та Малайзії, у 2016—2019 роках провела масштабне розслідування обставин трагедії. Слідство встановило, що лайнер було збито ракетою, випущеною зі зенітно-ракетного комплексу «Бук», що належав 53-й зенітній ракетній бригаді  ЗС РФ, і був доставлений на територію окупованої Донецької області України з Російської Федерації.

## Хронологія подій[1]
17 липня 2014 — над тимчасово окупованою територією України, контрольованою підтримуваними Російською Федерацією збройними формуваннями, було збито літак рейсу MH17 Malaysia Airlines. Загинули всі 298 осіб на борту.
7 серпня 2014 — створено Спільну слідчу групу (JIT) до складу якої увійшли представники Австралії, Бельгії, Малайзії, Нідерландів та України. Вона мала на меті проведення спільного кримінального розслідування обставин трагедії.
5 липня 2017 — країни-учасниці JIT ухвалили рішення, що судовий розгляд справи відбуватиметься в Нідерландах за нідерландським законодавством.
7 липня 2017 — Нідерланди та Україна підписали угоду про міжнародно-правове співробітництво з метою забезпечення переслідування та судового розгляду справи MH17 на території Нідерландів.
10 липня 2018 — Сенат Нідерландів ухвалив законодавчі зміни, які надали можливість притягнення підозрюваних до відповідальності за національним правом у Нідерландах.
19 червня 2019 — Державна прокуратура Нідерландів оголосила про намір притягнути до кримінальної відповідальності чотирьох осіб, яких вважає відповідальними за збиття літака рейсу MH17, на підставі доказів, зібраних JIT.
26 червня 2019 — для розгляду справи було призначено чотирьох суддів Окружного суду Гааги, з яких один мав статус резервного.
Осінь 2019 — Державна прокуратура Нідерландів завершила підготовку обвинувачень і вручила повідомлення про підозру чотирьом особам, причетним до трагедії.
9 березня 2020 — розпочалося перше судове засідання у справі про збиття літака рейсу MH17 в Окружному суді Гааги.
10 липня 2020 — Уряд Нідерландів подав позов до Європейського суду з прав людини (ЄСПЛ) проти Російської Федерації у зв'язку з причетністю до катастрофи MH17. Також були заяви про можливе долучення інших держав, громадяни яких загинули внаслідок трагедії.
Травень 2021 — Суд у Нідерландах відновив слухання у справі MH17. Було заплановано огляд місця реконструкції уламків літака на військовій авіабазі Гілзе-Реєн на 26 травня 2021 року.
9 серпня 2021 — пресслужба прокуратури Нідерландів повідомила, що до команди прокурорів у справі MH17 було долучено Генерального прокурора Біргіт ван Россель. Також у слуханнях почав брати участь державний прокурор Уорд Фердінандуссе.

## Обвинувачені
У червні 2019 року прокуратура Нідерландів висунула звинувачення чотирьом особам:
- Гіркін Ігор (позивний «Стрєлок», псевдонім «Стрєлков»), громадянин РФ, колишній офіцер ФСБ РФ, російський «міністр оборони» квазідержавного утворення « ДНР»;
- Дубінський Сергій, громадянин РФ, колишній офіцер ГРУ РФ, координував транспортування ЗРК «Бук»;
- Пулатов Олег, громадянин РФ, колишній офіцер спецназу ГРУ РФ;
- Харченко Леонід, громадянин України, член угруповання «ДНР».

Усі четверо були заочно обвинувачені у вбивстві 298 людей та збитті цивільного літака. Лише один з обвинувачених — Олег Пулатов — був представлений у суді через адвокатів. Інші відмовилися брати участь у процесі.

## Судовий процес
9 березня 2020 року розпочався судовий процес у справі про збиття літака рейсу MH17 в Окружному суді Гааги, який тимчасово засідав у приміщенні судового комплексу Схіпгол, поблизу Амстердама. Провадження відбувалося відповідно до кримінального законодавства Нідерландів. Розгляд справи здійснювала колегія суддів Окружного суду Гааги.
Суд розглянув великий обсяг доказів, зібраних Об'єднаною слідчою групою (англ. JIT). Серед доказів були: записи перехоплених телефонних розмов, у яких фігурували обвинувачені, супутникові знімки, свідчення очевидців, судово-медичні висновки, реконструкція уламків літака на авіабазі Гілзе-Реєн, а також технічні експертизи щодо траєкторії ракети та місця запуску.
У процесі заслуховувалися експерти, а також представники прокуратури й захисту. Окрему увагу суд приділив питанню командування й контролю над територією, з якої було здійснено пуск ракети, зокрема щодо ролі Російської Федерації.
У процесі взяли участь понад 90 родичів загиблих, які були визнані потерпілими. Частина з них виступили з особистими промовами в суді під час слухань.

## Вирок
17 листопада 2022 року Окружний суд Гааги визнав трьох обвинувачених — Гіркіна Ігоря, Дубінського Сергія і Харченка Леоніда — винними у причетності до збиття літака рейсу MH17 та вбивстві 298 осіб. Їх засуджено заочно до довічного позбавлення волі. Суд встановив, що вони діяли спільно і забезпечили доставку та застосування ЗРК «Бук», який збив літак.
Суд підтвердив, що Пулатов Олег брав участь у транспортуванні установки «Бук», координував дії з іншими обвинуваченими (зокрема, з Дубінським, якому підпорядковувався), перебував у районі запуску ракети в день трагедії й усвідомлював характер зброї та її призначення. Водночас Пулатов був виправданий через недостатність доказів його прямої участі у запуску ракети.
Суд встановив, що літак було збито 17 липня 2014 року ракетою, випущеною зі ЗРК «Бук», який був доставлений з території Російської Федерації. Установка належала збройним силам РФ і була переміщена до району ТОТ Донецької області України, який перебував під контролем підтримуваним РФ збройним формуванням, звідки й було здійснено запуск.
Обвинувачені діяли спільно, у тісній координації з військовими й політичними структурами, які фактично контролювали регіон на момент трагедії. Вони забезпечили транспортування, розміщення та використання ЗРК «Бук», усвідомлюючи наслідки застосування такої зброї у зоні, де пролітали цивільні літаки. Мотиви їхніх дій кваліфіковано як пов'язані зі збройним конфліктом, однак це не виключило кримінальної відповідальності за вбивство.
Усі троє засуджених залишаються на території Російської Федерації або на тимчасово окупованих територіях України. РФ відмовилася співпрацювати зі слідством і не видала обвинувачених. Вирок був ухвалений заочно, проте має юридичну силу.

## Значення
Судовий процес у справі MH17 забезпечив встановлення індивідуальної кримінальної відповідальності за збиття літака та підтвердив висновки міжнародного розслідування, проведеного Спільною слідчою групою (JIT). Для родичів загиблих він став важливим кроком у пошуку справедливості та суспільного визнання втрати.
Хоча суд не мав юрисдикції для встановлення відповідальності Російської Федерації як держави, у вироку наведено докази того, що ЗРК «Бук» був доставлений із території РФ, належав її збройним силам і перебував під їхнім контролем. Суд також підтвердив координацію дій обвинувачених із представниками російських спецслужб і збройних формувань.
Ці висновки стали важливою фактичною основою для подальшого рішення Європейського суду з прав людини.

## Рішення міжнародних судів
У 2017—2024 роках Міжнародний суд розглядав міждержавну справу «Україна проти Російської Федерації» щодо порушення Міжнародної конвенції про боротьбу з фінансуванням тероризму (МКБФТ). Україна стверджувала, що РФ порушила Конвенцію, зокрема, передавши зенітно-ракетний комплекс «Бук» особам, які збили літак рейсу MH17. Суд дійшов висновку, що передача зброї виходить за межі сфери регулювання МКБФТ, яка стосується виключно грошових або фінансових ресурсів.
Натомість Європейський суд з прав людини у 2025 році визнав Російську Федерацію відповідальною за порушення права на життя за статтею 2 ЄКПЛ у міждержавній справі «Україна та Нідерланди проти Росії». Суд встановив, що зенітно-ракетний комплекс «Бук», з якого було збито літак рейсу MH17, був доставлений з території Російської Федерації, належав її збройним силам і перебував під їхнім контролем. На цій підставі Суд дійшов висновку, що РФ не запобігла порушенням і не провела ефективного розслідування.